# Distrito de Ajaccio
El distrito de Ajaccio es un distrito (en francés arrondissement) de Francia, que se localiza en el departamento de Córcega del Sur (en francés Corse-du-Sud), de la región de Córcega. Cuenta con 14 cantones y 80 comunas.

## División territorial

### Cantones
Los cantones del distrito de Ajaccio son:
1. Cantón de Ajaccio cantón primero
2. Cantón de Ajaccio cantón segundo
3. Cantón de Ajaccio cantón tercero
4. Cantón de Ajaccio cantón cuarto
5. Cantón de Ajaccio cantón quinto
6. Cantón de Ajaccio cantón sexto
7. Cantón de Ajaccio cantón séptimo
8. Cantón de Bastelica
9. Cantón de Celavo-Mezzana
10. Cantón de Cruzini-Cinarca
11. Cantón de Les Deux-Sevi
12. Cantón de Les Deux-Sorru
13. Cantón de Santa-Maria-Siché
14. Cantón de Zicavo

### Comunas
| 1. Afa (2A001)                  | 2. Ajaccio (2A004)               | 3. Alata (2A006)              | 4. Albitreccia (2A008)           |
| 5. Ambiegna (2A014)             | 6. Appietto (2A017)              | 7. Arbori (2A019)             | 8. Arro (2A022)                  |
| 9. Azilone-Ampaza (2A026)       | 10. Azzana (2A027)               | 11. Balogna (2A028)           | 12. Bastelica (2A031)            |
| 13. Bastelicaccia (2A032)       | 14. Bocognano (2A040)            | 15. Calcatoggio (2A048)       | 16. Campo (2A056)                |
| 17. Cannelle (2A060)            | 18. Carbuccia (2A062)            | 19. Cardo-Torgia (2A064)      | 20. Cargèse (2A065)              |
| 21. Casaglione (2A070)          | 22. Cauro (2A085)                | 23. Ciamannacce (2A089)       | 24. Coggia (2A090)               |
| 25. Cognocoli-Monticchi (2A091) | 26. Corrano (2A094)              | 27. Coti-Chiavari (2A098)     | 28. Cozzano (2A099)              |
| 29. Cristinacce (2A100)         | 30. Cuttoli-Corticchiato (2A103) | 31. Eccica-Suarella (2A104)   | 32. Forciolo (2A117)             |
| 33. Frasseto (2A119)            | 34. Grosseto-Prugna (2A130)      | 35. Guagno (2A131)            | 36. Guargualé (2A132)            |
| 37. Guitera-les-Bains (2A133)   | 38. Letia (2A141)                | 39. Lopigna (2A144)           | 40. Marignana (2A154)            |
| 41. Murzo (2A174)               | 42. Ocana (2A181)                | 43. Orto (2A196)              | 44. Osani (2A197)                |
| 45. Ota (2A198)                 | 46. Palneca (2A200)              | 47. Partinello (2A203)        | 48. Pastricciola (2A204)         |
| 49. Peri (2A209)                | 50. Piana (2A212)                | 51. Pietrosella (2A228)       | 52. Pila-Canale (2A232)          |
| 53. Poggiolo (2A240)            | 54. Quasquara (2A253)            | 55. Renno (2A258)             | 56. Rezza (2A259)                |
| 57. Rosazia (2A262)             | 58. Salice (2A266)               | 59. Sampolo (2A268)           | 60. Sant'Andréa-d'Orcino (2A295) |
| 61. Santa-Maria-Siché (2A312)   | 62. Sari-d'Orcino (2A270)        | 63. Sarrola-Carcopino (2A271) | 64. Serra-di-Ferro (2A276)       |
| 65. Serriera (2A279)            | 66. Soccia (2A282)               | 67. Tasso (2A322)             | 68. Tavaco (2A323)               |
| 69. Tavera (2A324)              | 70. Tolla (2A326)                | 71. Ucciani (2A330)           | 72. Urbalacone (2A331)           |
| 73. Valle-di-Mezzana (2A336)    | 74. Vero (2A345)                 | 75. Vico (2A348)              | 76. Villanova (2A351)            |
| 77. Zicavo (2A359)              | 78. Zigliara (2A360)             | 79. Zévaco (2A358)            | 80. Évisa (2A108)                |